# 51 Pegasi

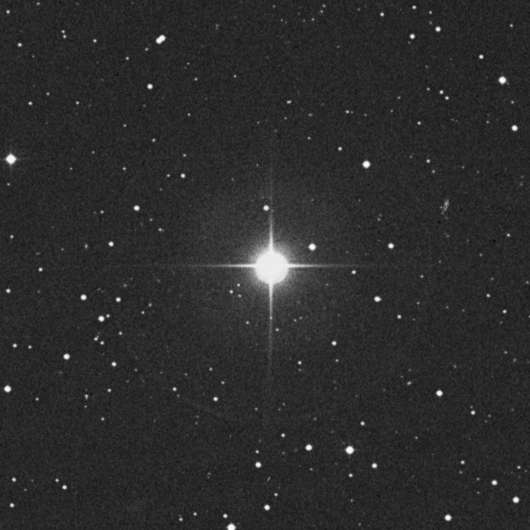
51 Pegasi

51 Pegasi (Helvetios) is een ster met schijnbare magnitude 5,5 in het sterrenbeeld Pegasus die zich op 50 lichtjaren afstand van de Aarde bevindt. Het is een ster met gelijkaardige eigenschappen als onze Zon, zoals lichtintensiteit en temperatuur.

## Planeet
In 1995 ontdekte Didier Queloz samen met Michel Mayor van het observatorium in het Zwitserse Genève bij deze ster een planeet die 51 Pegasi b werd gedoopt. Daarmee was de ontdekking van de eerste exoplaneet, ofwel de eerste planeet buiten het zonnestelsel, in de geschiedenis van de astronomie een feit. Astronomen hielden tot dan toe al jaren de radiële snelheid van sterren in de gaten in de hoop bewegingen te zullen waarnemen, waaruit de aanwezigheid van (zware) planeten zou kunnen worden afgeleid. Een planeet ondergaat namelijk niet alleen de door haar ster uitgeoefende aantrekkingskracht, maar oefent die omgekeerd zelf ook uit.
Het massamiddelpunt van het zonnestelsel ligt als gevolg daarvan niet langer in het hart van de ster, maar verschuift in de richting van die planeet en omdat het complete stelsel draait om haar massamiddelpunt, lijkt een ster met een of meer planeten uit het zicht van een Aardse waarnemer een beetje te "wiebelen" in vergelijking met de perfect regelmatige omwenteling van "planeetloze" sterren.
Spectrografen konden in die tijd Dopplerverschuivingen meten die voldoende precies waren om reflexbewegingen van sterren waar te nemen van 15 m/s. Aangezien Jupiter een reflexbeweging van de zon van 13 m/s veroorzaakt, kon men alleen planeten groter dan Jupiter waarnemen.
De planeet beweegt zich in een cirkelvormige baan op een afstand van slechts 7,5 miljoen kilometer van de ster; de oplooptijd is 4,2 dagen. Ter vergelijking, de Aarde staat op 150 miljoen km en draait in iets meer dan 365 dagen om de zon. Deze zeer korte afstand kon niet verklaard worden met de theorie over de vorming van planetenstelsels. Mogelijk is de planeet aanvankelijk op grotere afstand ontstaan of heeft ze zich volgens een niet-standaardproces gevormd. De massa van de planeet werd aanvankelijk geschat op tussen 0,5 en 2 maal de massa van Jupiter, inmiddels op 0,47 maal.
Behalve de afwijking in radiale snelheid die 51 Pegasi b veroorzaakt, vonden de wetenschappers nog een andere verstoring van de radiale snelheid met een grotere periode. Dit zou een spoor kunnen zijn van een andere, kleinere planeet op een grotere afstand.